# 다솜둥지복지재단
다솜둥지복지재단은 2007년 11월 7일 설립허가된 대한민국 농림축산식품부 소관의 재단법인이다. 사무실은 경기도 과천시에 있다.

## 설립 목적
농어촌의 결손가정, 무의탁독거노인, 소녀소녀가장 등 소외계층에 대한 집짓기, 주거환경개선 및 자원봉사 등을 통한 삶의 질 향상과 지원을 목적으로 한다.

## 대표자
- 이사장 : 허상만(전 농림부 장관, 국립순천대 석좌교수)

## 주요 사업
- 농어촌의 소외계층(무의탁독거노인, 소년소녀가장, 장애인, 저소득모자가정, 보호시설 아동)에 대한 집짓기, 주거환경개선 및 자원봉사자 결연사업
- 기타 재단의 목적을 위하여 이사회에서 결정한 사업

## 회원 자격
- 재단의 설립목적에 동의하여 후원하거나 노력봉사 하는 자